# ان‌جی‌سی ۴۵۰
ان‌جی‌سی ۴۵۰ (انگلیسی: NGC 450) یک کهکشان مارپیچی است که در صورت فلکی نهنگ قرار دارد و در سال ۱۷۸۵ میلادی توسط ویلیام هرشل کشف شد.